# Osán
Osán – miejscowość w Hiszpanii, w Aragonii, w prowincji Huesca, w comarce Alto Gállego, w gminie Sabiñánigo, 54 km od miasta Huesca.
Według danych INE z 1999 roku miejscowość zamieszkiwało 28 osób. Wysokość bezwzględna miejscowości jest równa 870 metrów.